# Aparejo (construcción)

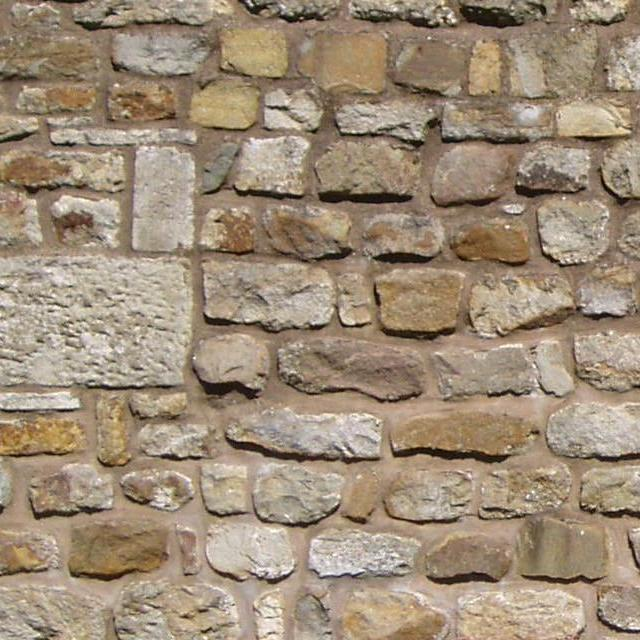
Aparejo irregular.

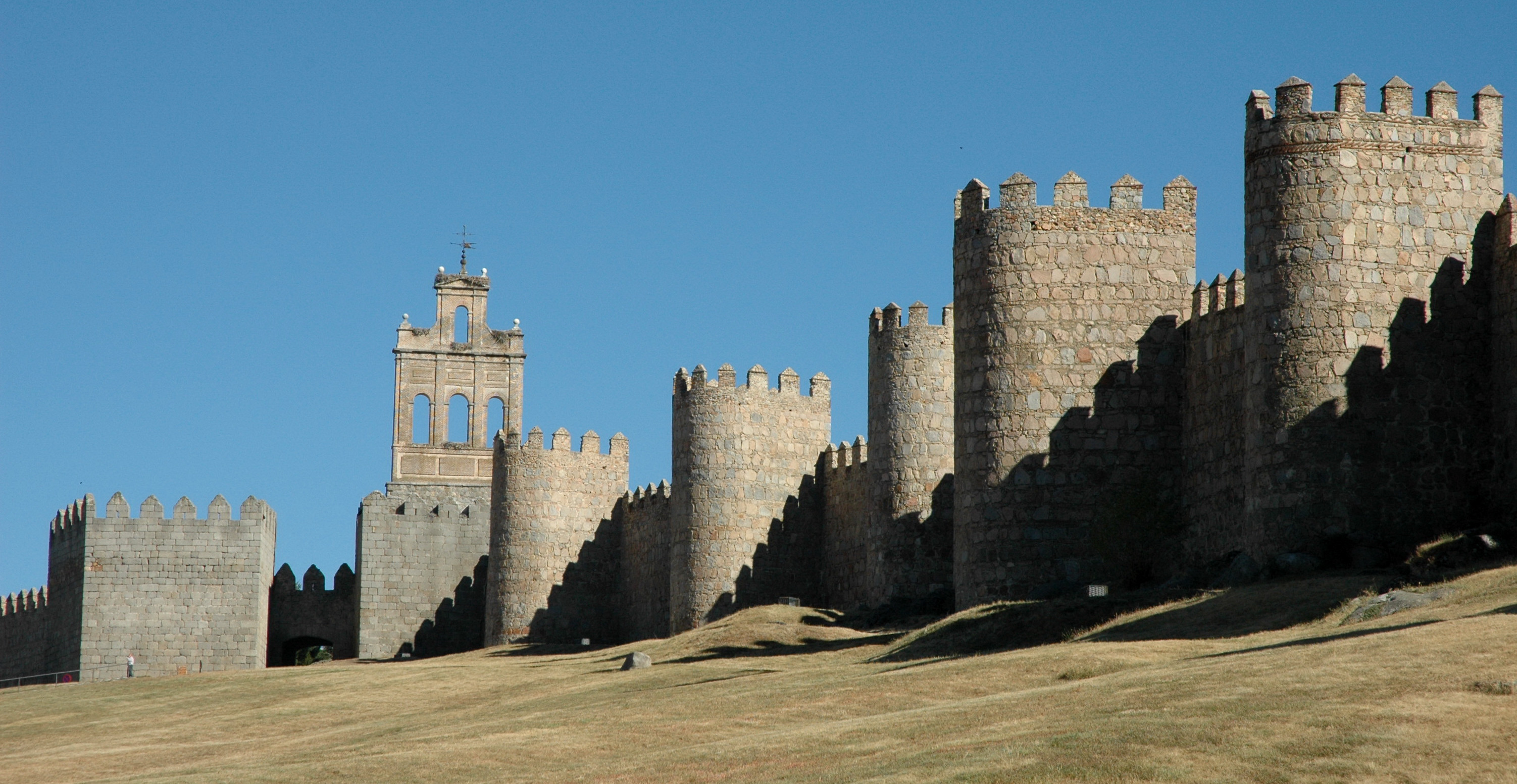
Murallas de Ávila; se observan zonas con aparejo regular y zonas con aparejo irregular.

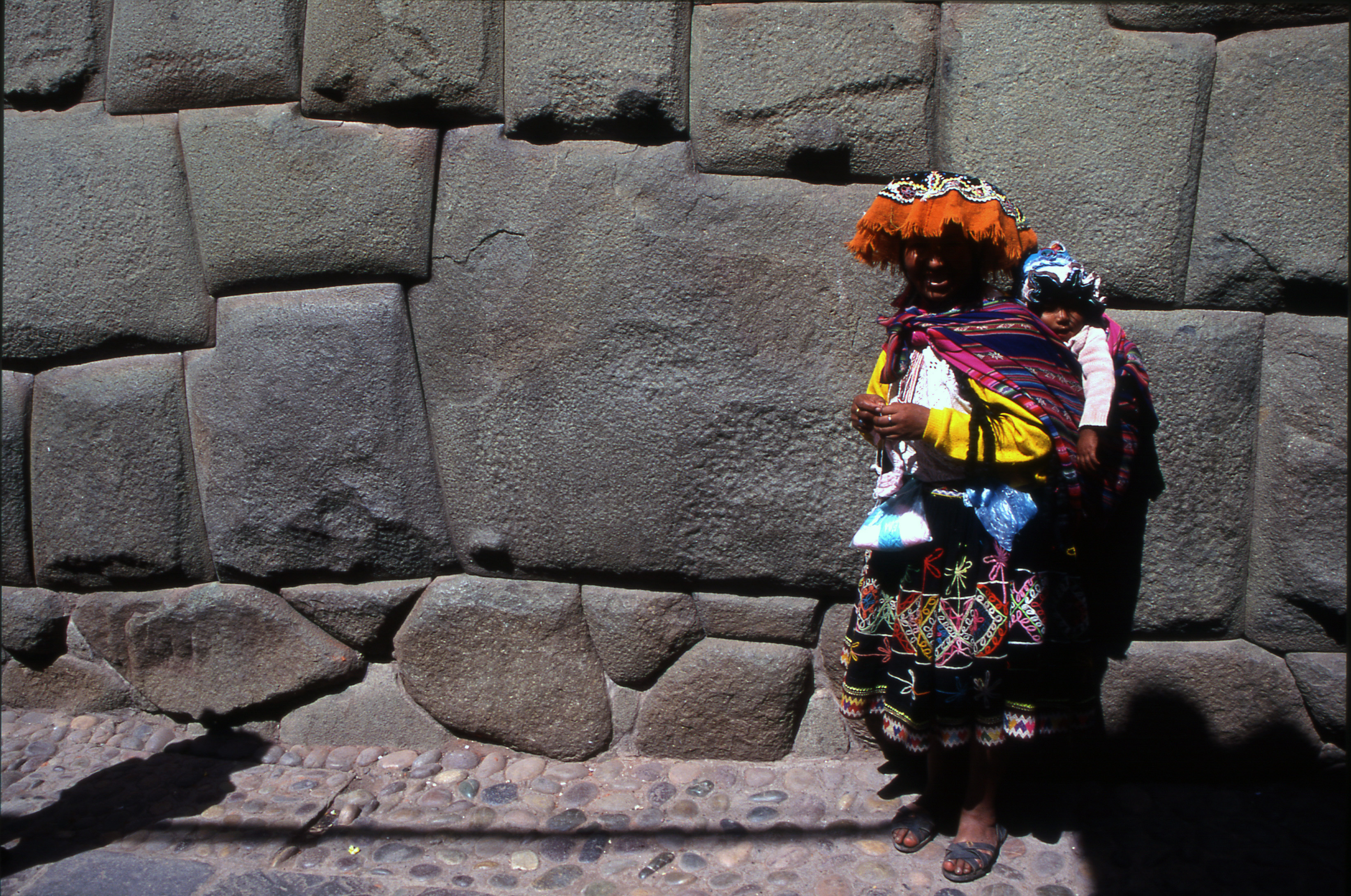
Piedra de los doce ángulos, en el muro de un palacio inca en Cuzco (Perú).

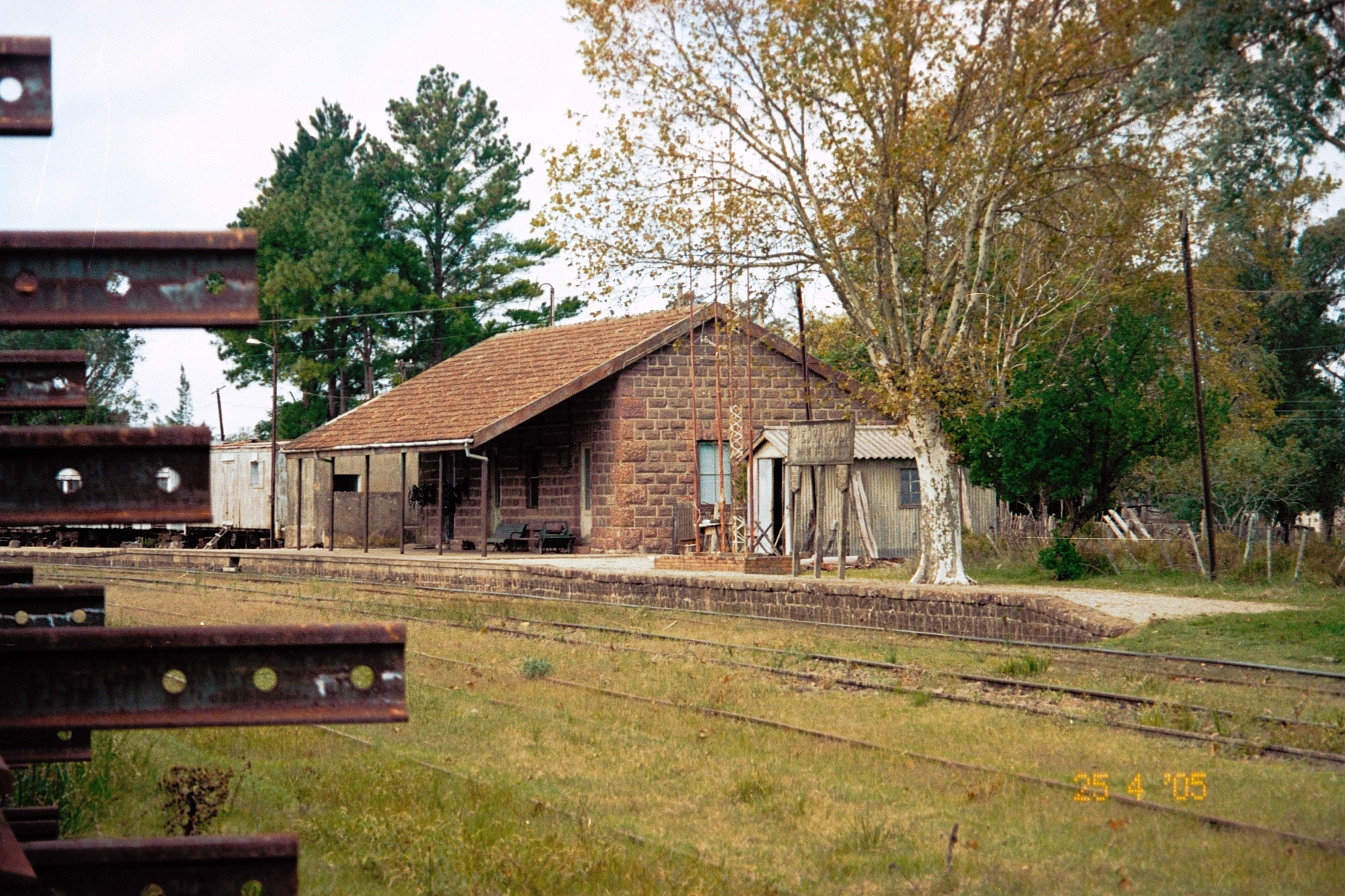
Aparejo regular, Estación Piedra Sola, Uruguay; se puede observar el aparejo de mayor y menor.

En arquitectura y construcción el aparejo (del latín apparare, "preparado", "dispuesto", también originalmente opus en la arquitectura romana) es la forma, estructura o disposición constructiva de un muro.
El aparejo de un edificio o muro puede clasificarse según el material empleado y la disposición de las piezas.

## Aparejos de piedra
- Regular, el que consta de piezas escuadradas
- Irregular

Se da el nombre de despiezo a la descomposición teórica de una construcción en las piezas que lo forman y puede ser horizontal, radial, irregular, regular, etc. Las piedras talladas a escuadra se llaman sillares y la obra realizada con ellos se denomina sillería o cantería.
El aparejo regular se divide por la dimensión de los sillares en:
- grande
- mediano
- pequeño o de sillarejo

Para los romanos, la medida era de aproximadamente un metro de altura para las hiladas del aparejo grande, de medio para las hiladas del aparejo mediano y de diez centímetros para las hiladas del aparejo pequeño.
Según la disposición de los sillares, el aparejo recibe diferentes denominaciones:
- isódomo (el opus isodomon de los griegos y romanos) cuando todas las hiladas de sillares tienen la misma altura
- seudo-isódomo, cuando no la tienen
- oblicuo, si los sillares tienen forma de rombos
- reticulado, si ofrecen el paramento como un tablero encasillado a modo de red
- de hojas de helecho (opus spicatum de los romanos) si presenta hiladas cuyos sillares (o ladrillos) de encima toman posición oblicua respecto a los de abajo
- almohadillado, si las líneas de unión entre los sillares aparecen como hundidas, resaltando el paramento del sillar en su parte central. Al tratarse de una forma decorativa de los sillares, el almohadillado se presta a muchas variaciones como la de en chaflán (que es la más corriente), la de en punta de diamante, el almohadillado rústico, el vermiculado, etc.

Si el aparejo es irregular y de piedras pequeñas que se van colocando a mano, recibe el nombre de mampostería que es el opus incertum de los romanos y se denomina relleno (el emplecton de los griegos) cuando ofrece el muro un paramento exterior regular, estando por dentro los materiales a granel o en hormigón compacto. La mampostería recibe diferentes denominaciones según los materiales utilizados en su construcción:
- se denomina ordinaria cuando es de cal y canto
- seca si no tiene cal o cemento
- concertada, cuando se ajustan bien las piedras y ofrece una imagen agradable
- poligonal se llama el aparejo irregular cuyas piedras ofrecen el paramento en forma de polígonos contiguos
- si la figura es redondeada o esquinada, sin que se ajusten las superficies de unas con otras, el aparejo se denomina ciclópeo, nombre que se suele reservar para cuando se trata de grandes piedras.
- careada, cuando los mampuestos son irregulares, pero la cara del muro está más o menos enrasada.

En la esquina del muro se disponen los sillares verticalmente de modo que por un lado se presentan a lo largo y por el otro, a lo ancho, lo que se denomina aparejo de mayor y menor. En los aparejos de ladrillo (opus lateritium de los romanos) y en los de mampostería suelen colocarse para mayor solidez hiladas verticales de sillería, formando lo que se denomina cadenas. Se llama muro escarpado el que toma una posición oblicua y sirve de muro de contención de terraplenes. El aparejo toledano, al contrario, tiene encadenados horizontales y verticales de ladrillo y plementos rellenos de mampostería.
Hay una especie de mampostería llamada de hormigón y es la formada con un encajonado en donde se ponen piedras menudas y barro o cemento. Si solo contiene barro y escasas piedras se llama tapial. Este se ha de apoyar sobre cimientos o zócalos de piedra y suele llevar de trecho en trecho algunas hiladas de ladrillo, llamadas verdugo o verdugada.

## Aparejos de ladrillo
Los ladrillos, generalmente cerámicos, tienen unas medidas y un formato determinados y diseñados específicamente para unirse de una manera determinada para formar un muro, por ello la ley de traba o disposición de los ladrillos en un muro, estipulando desde las dimensiones del muro hasta los encuentros y los arranques, es especialmente rígida.
Algunos tipos de aparejo de ladrillo son los siguientes:
- Aparejo a sogas o media asta: los costados del muro se forman por las sogas del ladrillo, tiene un espesor de medio pie (el tizón) y es muy utilizado para fachadas de ladrillo cara vista. Están colocadas en la misma dirección que el muro.
- Aparejo a tizones o a la española: en este caso los tizones forman los costados del muro y su espesor es de 1 pie (la soga). Muy utilizado en muros que soportan cargas estructurales (portantes). Los ladrillos presentan en la fachada una de sus caras menores.
- Aparejo a soga y tizón: Alterna la forma de construir de a soga y a tizón.
- Aparejo inglés: en este caso se alternan hiladas en sogas y en tizones, dando un espesor de 1 pie (la soga). Se emplea mucho para muros portantes en fachadas de ladrillo cara vista. Su traba es mejor que el muro a tizones pero su puesta en obra es más complicada y requiere mano de obra más experimentada.
- Aparejo en panderete: es el empleado para la ejecución de tabiques, su espesor es el del grueso de la pieza y no está preparado para absorber cargas excepto su propio peso.
- Aparejo palomero: es como el aparejo en panderete pero dejando huecos entre las piezas horizontales. Se emplea en aquellos tabiques provisionales que deben dejar ventilar la estancia y en un determinado tipo de estructura de cubierta.
- Aparejo holandés, belga, flamenco: son otros tipos de aparejo de ladrillo más complejos, combinaciones de los de soga, tizón, soga y tizón, por hiladas (líneas horizontales de ladrillo) combinadas de modo regular algunos de los tipos citados, y muy usados a cara vista por su aspecto y mejor traba.